# Kümmerle Jenő Béla
Kümmerle Jenő Béla (Budapest, 1876. március 4. – Budapest, Józsefváros, 1931. december 20.) botanikus.

## Életrajza
Kümmerle Gottlieb és Bak Lujza fiaként született. Tanulmányait a budapesti egyetem bölcsészkarán végezte. 1898-tól Mágócsy-Dietz Sándor mellett volt tanársegéd. 1901-ben A kétszíkű dudvanemű növények béldiaphragmája című dolgozata az egyetemen Margó-dijat nyert. 1902-ben a Magyar Nemzeti Múzeum Növénytárához került és élete végéig ott dolgozott, 1919-től mint osztályigazgató. 
Budapesten hunyt el, 55 évesen, 1931. december 20-án dülmirigyrákban.

## Munkássága
A virágos és virágtalan növények kutatásával egyaránt foglalkozott; de a harasztok kutatása volt különleges szakterülete. Magyarországi gyűjtőútjai mellett tanulmányúton járt Ausztriában, Németországban, Belgiumban, Angolországban, Írországban, Skóciában, Hollandiában, Dániában és Olaszországban. 1914 nyarán növényföldrajzi tanulmányi és gyűjtési úton volt Tuniszban, Algírban és az algiri Szaharában. A Magyar Nemzeti Múzeum növénytárának megbízásából 1918 júniusa és júliusa között Közép-Albánia északi részében az albán-makedóniai határhegységet növénytani szempontból kutatta és növényeket gyűjtött, gyűjtéseinek eredménye 1926-ban a Magyar Tudományos Akadémia Balkán-kutatásainak Tudományos Eredményei című kiadványa 8. kötetében jelent meg, melyben a növény földrajzi részt és a Pteridophytákat írta meg. Egy új európai harasztnemet is leírt, melyet felfedezőjéről, Biró Lajosról biropterisnek nevezett el. 
Egyes elméleti részletkérdések tisztázásán túlmenően főleg rendszertani és bibliográfiai munkássága jelentős.
Több közleménye jelent meg az ernyősök anatómiájáról, a tengerparti flóráról, főképen a harasztokról a Botanikai Közleményekben és a Magyar Botanikai Lapokban, összeállította Nomenclator Simonkaianus címen a Simonkai Lajos által közölt összes új növény jegyzékét a Botanikai Közlemények IX. kötetében, amely folyóiratban botanikai bibliográfiákat és repertóriumot közölt állandó rovatban.

## Emlékezete
Krenner J. A. egy új diatomanemet kuemmerleanak nevezett el róla. Több növény is viseli nevét.

## Főbb munkái
- A kétszikű dudvanemű növények béldiaphragmája (Budapest, 1901)
- Adatok az ernyősvirágzatúak anatómiájának ismeretéhez (Növénytani Közlemények, 1902)
- A pteridospóra szisztematikai jelentőségéről (Botanikai Közlemények, 1915)
- Lonehitis génusz monográfiája (Botan. Közl. 1915)
- Pteridológiai közlemények (I–II. Magyar Botanikai Lapok 1920; 1922)
- A zsurlók, korpafüvek stb. katalógusa kiadatlan maradt.